# Олександр Пархоменко (фільм)
«Олександр Пархоменко» (рос. «Александр Пархоменко») — український радянський художній фільм 1942 року, знятий Леонідом Луковим. У 1962 році вийшла нова режисерська редакція фільму.

## Сюжет
Фільм оповідає про життя і героїчну смерть старого більшовика, учасника громадянської війни Олександра Яковича Пархоменко.

## У ролях
- Олександр Хвиля — Олександр Пархоменко
- Микола Боголюбов — Ворошилов
- Петро Алейніков — Вася Гайворон
- Віра Шершньова — Ліза Ламичева
- Степан Каюков — Терентій Ламичев, батько Лізи
- Василь Зайчиков — Дзвонів
- Борис Чирков — Махно
- Іван Новосельцев — Биков
- Тетяна Окунєвська — Віра Бикова, коханка Махна
- Борис Андреєв — анархіст
- Юрій Лавров — анархіст
- Іван Бобров — анархіст
- Лаврентій Масоха — ординарець
- Фаїна Раневська — таперка
- Олексій Максимов — епізод
- Євген Самойлов — партійний начальник у Москві (немає в титрах)
- Еммануїл Геллер — матрос-анархіст (немає в титрах)
- Афанасій Бєлов — матрос (немає в титрах)
- Костянтин Сорокін — солдат (немає в титрах)
- Іван Любезнов — парламентер (немає в титрах)
- Осип Абдулов — німецький офіцер (немає в титрах)
- Антон Дунайський — селянин (немає в титрах)
- Амвросій Бучма — епізод (немає в титрах)
- Семен Гольдштаб — Сталін (немає в титрах)
- Наталія Гіцерот — дівчина в порту (немає в титрах)
- Іван Переверзєв — червоний командир (немає в титрах)
- Борис Толмазов — епізод (немає в титрах)
- Юлія Солнцева — Ніна, дружина Пархоменко (немає в титрах)[1]

## Знімальна група
- Автор сценарію: Всеволод Іванов
- Режисер-постановник: Леонід Луков
- Головний оператор: Олексій Панкратьєв
- Оператор: Олександр Лаврик
- Художники: Моріц Уманський, Володимир Каплуновський
- Композитор: Микита Богословський
- Звукооператор: Григорій Григор'єв
- 2-й режисер: Борис Каневський
- 2-й звукооператор: З. Карлюченко
- Художник-гример: М. Шемякін

## Музика та пісні у фільмі
- Лизавета
- Пісня таперші
- Любо, братці, любо